# Арслановська сільська рада (Кігинський район)
Арсла́новська сільська рада (рос. Арслановский сельский совет) — муніципальне утворення у складі Кігинського району Башкортостану, Росія. Адміністративний центр — село Арсланово.

## Населення
Населення — 1833 особи (2019, 2208 в 2010, 2233 в 2002).

## Склад
До складу поселення входять такі населені пункти:
| Населений пункт         | Населення, осіб (2002) | Населення, осіб (2010) |
| ----------------------- | ---------------------- | ---------------------- |
| Абдрезяково, присілок   | 40                     | 23                     |
| Арсланово, село         | 665                    | 719                    |
| Асилгужино, присілок    | 227                    | 223                    |
| Верхній Лопас, присілок | 0                      | -                      |
| Ідрісово, присілок      | 205                    | 197                    |
| Кулбаково, присілок     | 312                    | 322                    |
| Куянаєво, присілок      | 0                      | -                      |
| Сюрбаєво, присілок      | 200                    | 217                    |
| Тугузли, присілок       | 584                    | 507                    |